# Stanisław Witkowski (chemik)
Stanisław Witkowski – polski chemik, dr hab. nauk chemicznych, profesor Katedry Chemii Organicznej Wydziału Chemii Uniwersytetu w Białymstoku.

## Życiorys
Obronił pracę doktorską, 15 grudnia 2004 habilitował się na podstawie pracy zatytułowanej Synteza i badania strukturalne pochodnych witaminy E. 28 lutego 2020 nadano mu tytuł profesora w zakresie nauk ścisłych i przyrodniczych. Został zatrudniony na stanowisku profesora nadzwyczajnego w Instytucie Chemii na Wydziale Biologicznum i Chemicznym Uniwersytetu w Białymstoku.
Jest profesorem Katedry Chemii Organicznej Wydziału Chemii Uniwersytetu w Białymstoku.